# Idiasta nigra
Idiasta nigra är en stekelart som beskrevs av Bhat 1979. Idiasta nigra ingår i släktet Idiasta och familjen bracksteklar. Inga underarter finns listade i Catalogue of Life.